# Барухово (гмина)
Барухово (пол. Baruchowo) — сельская гмина (волость) в Польше, входит как административная единица в Влоцлавский повет, Куявско-Поморское воеводство. Население — 3598 человек (на 2004 год).

## Сельские округа
1. Горень-Дужи
2. Гродно
3. Клутно
4. Курово-Колёня
5. Курово-Парцеле
6. Любаты
7. Нова-Завада
8. Окна
9. Патрувек
10. Скшинки
11. Свёнтковице
12. Закшево
13. Завада-Пяски

## Соседние гмины
1. Гмина Гостынин
2. Гмина Коваль
3. Гмина Любень-Куявски
4. Гмина Новы-Дунинув
5. Гмина Влоцлавек